# Ургакш
Урга́кш (рос. Ургакш, марій. Ургакш) — селище у складі Совєтського району Марій Ел, Росія. Входить до складу Совєтського міського поселення.

## Населення
Населення — 1385 осіб (2010; 1251 у 2002).
Національний склад (станом на 2002 рік):
- марі — 63 %
- росіяни — 32 %